# Mausolée de Shah Yousuf Gardez
 (septembre 2024).
Le  Mausolée de Shah Yousuf Gardezi  est un édifice situé à Multan, dans le Pendjab au Pakistan. Il fut construit pour le saint soufi Yousuf Gardez et complété en 1152.